# Cristina Saavedra Pita
Cristina Saavedra Pita (La Corunya, Galícia, 13 de novembre de 1975) és una periodista espanyola.
Llicenciada en periodisme per la Universitat de Santiago de Compostel·la, va iniciar la seva trajectòria professional com a reportera a la Televisió de Galícia, on posteriorment va ser presentadora d'informatius durant quatre anys.
Més tard faria el salt a la televisió nacional, convertint-se en un rostre popular gràcies al programa del cor Ahora, un espai que va començar essent diari (de dilluns a divendres) i que al principi copresentava juntament amb el també periodista gallec Liborio García. Finalment va passar a fer-se càrrec del programa en solitari i la periodicitat va passar a ser setmanal, els dissabtes. Ahora es va mantenir en emissió a Antena 3 durant gairebé sis anys, des de 2000 fins a l'estiu de 2006, emetent-se'n més de cinc-cents programes.
Poc després que finalitzés el programa Ahora, Saavedra va fitxar per La Sexta, on va tornar al gènere de l'informatiu. Des de setembre de 2006 fins a finals del 2012 va ser la presentadora substituta de l'informatiu de nit dels diumenges de La Sexta Noticias, el més vist de la cadena, amb una audiència que ronda l'11% de quota de pantalla. Després passà a presentar La Sexta Noticias 2ª Edición.
El 2016 se li va concedir el Premi Antena de Oro 2016, guardó que anualment concedeix la Federació d'Associacions de Ràdio i Televisió d'Espanya, per la seva tasca com a presentadora de Noticias 20 Horas, de La Sexta.
La presentadora participa el 2017, de forma recurrent, a la sèrie La casa de papel, d'Antena 3, en el seu paper de presentadora de laSexta Noticias, arribant a formar part de vuit episodis.
És destacable la seva tasca humanitària com a responsable del projecte de l'ONG Global Humanitària a Costa d'Ivori.